# Campeonato Rondoniense Segunda Divisão 2012
In 2017 werd de zevende editie van het Campeonato Rondoniense Segunda Divisão gespeeld voor voetbalclubs uit de Braziliaanse staat Rondônia. De competitie werd georganiseerd door de FFER en werd gespeeld van 21 tot 28 oktober. Aangezien er dit jaar slechts twee clubs inschreven werd er enkel een finale gespeeld. Dit was ook de laatste echte editie van de competitie, want in 2013 was er slechts één inschrijving, die dan gewoon tot kampioen uitgeroepen werd. In 2014 werd de competitie bij gebrek aan deelnemers voor onbepaalde tijd geschrapt. 

## Finale
Heen
|                  |                                       |       |                               |                      |
| 21 oktober 17:00 | Santos                                | 2 – 2 | Pimentense                    | Aluizão, Porto Velho |
| 21 oktober 17:00 | Victor Hugo 70' (pen) Rafael Pato 84' |       | 38' Géilson 90+3' Fernandinho | Aluizão, Porto Velho |

Terug
|                  |                                    |       |        |                                                               |
| 28 oktober 17:00 | Pimentense                         | 3 – 0 | Santos | Estádio Luiz Alves de Ataíde, Pimenta Bueno Toeschouwers: 670 |
| 28 oktober 17:00 | Carlos Eduardo 48' (76) Jair 90+3' |       |        | Estádio Luiz Alves de Ataíde, Pimenta Bueno Toeschouwers: 670 |

## Kampioen
| Campeonato Rondoniense de 2012 - Segunda Divisão |
| Rondônia                                         |
| ------------------------------------------------ |
| PIMENTENSE Kampioen (1° titel)                   |